# Chicago (film, 2002)
Pour les articles homonymes, voir Chicago (film) et Chicago (homonymie).
Pour plus de détails, voir Fiche technique et Distribution.
Chicago est un film musical américain réalisé par Rob Marshall et sorti en 2002. Produit par Miramax Films, le film est écrit par Bill Condon. Il s'agit d'une adaptation cinématographique de la comédie musicale du même nom de Bob Fosse, John Kander et Fred Ebb. C'est aussi la quatrième adaptation cinématographique de la pièce de théâtre Chicago écrite en 1926 par la journaliste Maurine Dallas Watkins, elle-même inspirée du procès de Beulah May Annan (1899–1928) en 1924 à Chicago.
Chicago fait l'ouverture de la Berlinale 2003 le 6 février 2003. Très bien reçu par la presse à sa sortie et les spectateurs, le film atteint la consécration en 2003 en étant récompensé aux Oscars, notamment par celui du meilleur film.

## Synopsis
À Chicago, dans les années 1920, les meurtrières Roxie Hart (qui a tué son amant) et Velma Kelly (qui a tué son mari et sa sœur) sont prêtes à tout, l'une pour éviter la peine capitale (Velma), l'autre pour éviter la peine capitale et devenir célèbre (Roxie). Aidées par un célèbre et brillant avocat, Billy Flynn, les deux meurtrières vont enchaîner coup bas sur coup bas pour parvenir à leurs fins. Elles découvriront qu'à Chicago, même la popularité des meurtriers est passagère.

## Fiche technique
- Titre : Chicago
- Réalisation : Rob Marshall
- Scénario : Bill Condon, d'après le livret de la comédie musicale éponyme de Bob Fosse et Fred Ebb, lui-même tiré de la pièce éponyme de Maurine Dallas Watkins  (1926) d'après un fait divers de 1924
- Musique : John Kander (comédie musicale d'origine) et Danny Elfman (compositions originales)
- Direction artistique : Andrew M. Stearn
- Décors : John Myhre
- Costumes : Colleen Atwood
- Photographie : Dion Beebe
- Montage : Martin Walsh
- Production : Martin Richards
- Sociétés de production : Alliance Atlantis Vivafilm, Miramax Films et Kalis Productions
- Sociétés de distribution : Alliance Atlantis Vivafilm et Alliance Atlantis
- Budget : 45 millions de dollars
- Pays de production : États-Unis
- Langue originale : anglais
- Format : couleur (Deluxe) et noir et blanc - 35 mm - 1,85:1
- Genre : Comédie, film musical et historique
- Durée : 113 minutes
- Dates de sortie : 
  - États-Unis : 10 décembre 2002 (avant-première), 24 janvier 2003 (sortie nationale)
  - France : 26 février 2003

## Distribution
- Renée Zellweger (VF : Odile Cohen ; VQ : Julie Burroughs et Véronique DiCaire, chant)  : Roxanne « Roxie » Hart
- Catherine Zeta-Jones (VF : Marjorie Frantz ; VQ : Élise Bertrand et Corinne Zarzour, chant) : Velma Kelly
- Richard Gere (VF : Richard Darbois ; VQ : Hubert Gagnon et Robert Marien, chant) : Billy Flynn
- Queen Latifah (VF : Nicole Dogue ; VQ : Carole Chatel et Manon Brunet, chant) : Matron « Mama » Morton
- John C. Reilly (VF : Bruno Abraham-Kremer ; VQ : Yves Soutière) : Amos Hart
- Lucy Liu (VF : Laëtitia Godès ; VQ : Anne Dorval) : Kitty
- Christine Baranski (VF : Stéphanie Murat ; VQ : Michèle Deslauriers) : Mary Sunshine
- Dominic West (VF : Emmanuel Gradi ; VQ : Daniel Picard) : Fred Casely
- Colm Feore (VQ : Jacques Lavallée) : le procureur Harrison
- Denise Faye (VF : Danièle Douet) : Annie
- Mya Harrison (VF : Ethel Houbiers) : Mona
- Clive Saunders (VF : Enrique Carballido) : le manager du cabaret
- Taye Diggs (VF : Daniel Lobé ; VQ : Marc-André Bélanger) : le joueur de piano
- Bruce Beaton (VF : Rémi Bichet) : le photographe de la police

Source et légende : Version française (VF) sur AlloDoublage  et Version québécoise (VQ) sur Doublage Québec 
Remarque : Dans la VF les chansons sont restées en version originale, tandis que pour la VQ elles ont été doublées en français.

## Bande originale
1. All that jazz
2. Funny Honey
3. When you're good to Mama
4. The Cell Block Tango
5. All I care about
6. We both reached for the gun
7. Roxie
8. I can't do it alone
9. Mister Cellophane
10. Razzle Dazzle
11. Class
12. Nowadays
13. Nowadays / Hot honey rag
14. I move On
15. He had it coming (reprise)
16. Love Is A Crime (Anastacia)

## Accueil

### Critique
Le film est très bien accueilli par la critique au moment de sa sortie en salles en 2002.
Le site d’agrégation de critiques Metacritic lui donne une note moyenne de 82/100 basée sur 38 critiques. Le site Rotten Tomatoes donne un taux d'approbation de 86%.

### Box-office
Chicago sort aux États-Unis le 27 décembre 2002 dans 77 cinémas (sortie limitée), puis le 24 janvier 2003 (sortie nationale).
Après 36 semaines d'exploitation aux États-Unis, le film a amassé des recettes s'élevant à 170 687 518 $, pour un total mondial de 306 776 732 $.
En France, le film sort le 26 février 2003 et réalise un total de 1 136 750 entrées.

## Distinctions
Chicago est le film ayant obtenu le plus grand nombre de nominations lors de la 75e cérémonie des Oscars en totalisant 13 nominations. Six prix ont par ailleurs été gagnés. Lors de la 60e cérémonie des Golden Globes Chicago fut récompensé par trois prix. Au total ce film reçoit 55 prix pour 121 nominations.

### Récompenses
- Oscars 2003 : 
  - Meilleure actrice dans un second rôle pour Catherine Zeta-Jones
  - Meilleure direction artistique pour John Myhre et Gordon Sim
  - Meilleurs costumes pour Colleen Atwood
  - Meilleur son pour Michael Minkler, Dominick Tavella et David Lee
  - Meilleur montage pour Martin Walsh
  - Meilleur Film pour Martin Richards (producteur)
- Golden Globes 2003 :
  - Meilleure actrice dans un film musical ou une comédie pour Renée Zellweger
  - Meilleur acteur dans un film musical ou une comédie pour Richard Gere
  - Meilleur film musical ou de comédie pour Martin Richards
- SAG Awards 2003 :
  - Meilleure actrice pour Renée Zellweger
  - Screen Actors Guild Award de la meilleure actrice dans un second rôle pour Catherine Zeta-Jones
  - Meilleure distribution
- Critics' Choice Awards 2003 :
  - Meilleur Film
  - Meilleure actrice dans un second rôle pour Catherine Zeta-Jones
  - Meilleure distribution
- BAFTA Awards 2003 :
  - Meilleure actrice dans un second rôle pour Catherine Zeta-Jones
  - Meilleur son pour Michael Minkler, Dominick Tavella et David Lee
- Prix Edgar-Allan-Poe du meilleur scénario pour Bill Condon

### Nominations
- Oscars 2003 : 
  - Meilleur acteur dans un second rôle pour John C. Reilly
  - Meilleure actrice pour Renée Zellweger
  - Meilleure actrice dans un second rôle pour Queen Latifah
  - Meilleur réalisateur pour Rob Marshall
  - Meilleure photographie pour Dion Beebe
  - Meilleure chanson (« I Move On ») pour John Kander et Fred Ebb
  - Meilleure adaptation pour Bill Condon
- Golden Globes 2003 :
  - Meilleur réalisateur pour Rob Marshall
  - Meilleur acteur dans un second rôle pour John C. Reilly
  - Meilleure actrice dans un film musical ou une comédie pour Catherine Zeta-Jones
  - Meilleure actrice dans un second rôle pour Queen Latifah
  - Meilleur scénario pour Bill Condon
- SAG Awards 2003 :
  - Meilleur acteur pour Richard Gere
  - Meilleure actrice dans un second rôle pour Queen Latifah
- BAFTA Awards 2003 :
  - Meilleur Film
  - Meilleur réalisateur pour Rob Marshall
  - Meilleure actrice dans un second rôle pour Queen Latifah
  - Meilleure actrice pour Renée Zellweger
  - Meilleure direction artistique pour John Myhre
  - Meilleurs costumes pour Colleen Atwood
  - Meilleurs maquillages et coiffures pour Jordan Samuel et Judi Cooper-Sealy
  - Meilleure photographie pour Dion Beebe
  - Meilleur montage pour Martin Walsh

## Commentaire
Le lettrage « CHICAGO » du logo du film s'inspire de l'enseigne lumineuse du Chicago Theatre, une salle de spectacle et un théâtre historique situé à Chicago[réf. nécessaire].